# Christa Hauer-Fruhmann
Christa Hauer-Fruhmann (* 13. März 1925 in Wien; † 21. März 2013 in St. Pölten) war eine österreichische Malerin.

## Familie
Christa Hauer-Fruhmann ist eine Tochter von Leopold Hauer, sie heiratete 1957 den Maler Johann Fruhmann (1928–1985).
Ihr Großvater war der Kunstsammler Franz Hauer (1867–1914).

## Leben
Christa Hauer studierte von 1939 bis 1941 an der Kunstgewerbeschule in Wien, wo sie eine Schülerin von Hermann Hauschka war. Anschließend setzte sie bis 1947 ihre Studien an der Akademie der bildenden Künste Wien fort. Dort gehörten Herbert Dimmel, Carl Fahringer und Bildhauer Fritz Wotruba zu ihren Lehrern. In der Zeit von 1953 bis 1960 hielt sie sich überwiegend in den Vereinigten Staaten (Chicago) auf.
Von 1960 bis 1971 leitete sie zusammen mit ihrem Ehemann die „Galerie im Griechenbeisl“ in einem Haus in Wien, das ihrer Familie gehörte. Sie organisierte zudem von 1965 bis 1968 das Symposion Europäischer Bildhauer in Sankt Margarethen im Burgenland.
Um 1972 kauften Christa Hauer-Fruhmann und Johann Fruhmann das Schloss Lengenfeld in Niederösterreich, renovierten es und gestalteten es künstlerisch aus, insbesondere durch Sgraffiti von Johann Fruhmann. Das Paar lebte nicht nur in dem Schloss, sondern organisierte dort auch zahlreiche Ausstellungen und kulturelle Veranstaltungen. 1973 trat Christa Hauer-Fruhmann der Wiener Secession bei und 1977 der Grazer Gruppe 77. Ab 1975 engagierte sie sich als feministische Kunstaktivistin. Sie war 1977 Mitbegründerin und erste Vorsitzende der IntAkt – Internationalen Aktionsgemeinschaft bildender Künstlerinnen. Von 1979 bis 1983 stand sie als Präsidentin dem Berufsverband bildender Künstler Österreichs vor. Zudem vertrat sie von 1983 bis 1992 Österreich als Delegierte bei der International Association of Art. Sie setzte sich in Interessenvertretungen besonders für die Anliegen der Künstlerinnen ein.
Christa Hauer hatte keine Kinder, und nachdem kurz hintereinander ihr Vater und ihr Ehemann verstorben waren, vermachte sie Schloss Lengenfeld in einer „Schenkung auf den Todesfall“ dem Land Niederösterreich mit der Auflage, das Anwesen als Gedenkstätte für das künstlerische Wirken ihrer Familie und als Veranstaltungsbereich mit öffentlichem Charakter weiterzuführen. Das Land Niederösterreich nahm zwar das Erbe an, verkaufte das Schloss jedoch später an eine Privatperson. Heute ist es für die Öffentlichkeit nicht mehr zugänglich.
Im Jahr 2025 präsentierte die Landesgalerie Niederösterreich das Werk von Christa Hauer in einer großen Ausstellung, ging dabei aber nicht auf den Verkauf des Schlosses ein, präsentierte allerdings eine virtuelle Rekonstruktion des Schlosses. Christa Hauer und die künstlerisch tätigen Mitglieder ihrer Familie werden weiterhin von der Kremser Galerie Kopriva vertreten.

## Werk
Sie stand zunächst unter dem künstlerischen Einfluss ihres Vaters und schuf gegenständliche Arbeiten wie Landschaften, Porträts und Akt-Zeichnungen. Mit Ende ihres Aufenthalts in den USA wandte sie sich um 1960 der abstrakten Malerei, insbesondere dem Action Painting, der Farbfeldmalerei und Informel zu. Später bestimmten kosmische Formen und die Hinwendung zur Natur ihre Werke.
Werke von Christa Hauer-Fruhmann befinden sich unter anderem im Lentos Kunstmuseum Linz, Museum Niederösterreich, Albertina und Leopold Museum in Wien sowie der Sammlung des Bundes.

## Ausstellungen
- 1995 Christa Hauer. Die Malerin. Niederösterreichisches Landesmuseum, St. Pölten.
- 2006 Spektrum Farbe. Kunst der Moderne. Niederösterreichisches Landesmuseum, St. Pölten.
- 2025 Christa Hauer. Künstlerin. Galeristin. Aktivistin. Landesgalerie Niederösterreich, Krems an der Donau[4]

## Kuratorische Tätigkeiten
- 2003 Mimosen-Rosen-Herbstzeitlosen. Künstlerinnen. Positionen 1945 bis heute. Kunsthalle Krems

## Auszeichnungen
- 1981: Silbernes Ehrenzeichen für Verdienste um die Republik Österreich
- 1997: Würdigungspreis des Landes Niederösterreich